# 인도계 말레이시아인
인도계 말레이시아인(Kaum India Malaysia, 타밀어: மலேசிய இந்தியர்கள்)은 말레이시아에 거주하는 인도계 주민들을 말한다.

## 주요 인물
- 토니 페르난드스 - 말레이시아의 사업가
- 카르팔 싱 - 말레이시아의 정치인, 법률가
- 라비찬드란 - 말레이시아의 배우
- 드보라 프리야 헨리 - 말레이시아의 모델
- 재클린 빅터 - 말레이시아의 가수